# هربرت فريدمان
هربرت فريدمان (بالإنجليزية: Herbert Friedman)‏ (21 حزيران\يونيو 1916 - 9 أيلول\سبتمبر 2000) كان رائداً أمريكياً في مجال تطبيقات صواريخ التجارب في الفيزياء الشمسية والفلك. كما كان رجل دولة وأحد الداعين للعلوم.
منح خلال حياته ميدالية إدينغتون من جمعية الفلك الملكية وقلادة العلوم الوطنية الأمريكية وجائزة وولف في الفيزياء وميدالية وليام بووي وجائزة معهد فرانكلين عام 1972 وغيرها.
انتخب عضواً في الأكاديمية الوطنية للعلوم عام 1960 وفي الجمعية الأمريكية للفلسفة عام 1964.
توفي فريدمان في 9 أيلول (سبتمبر) 2000، في مقاطعة أرلنغتون (فيرجينيا) عن عمر ناهز 84 عاماً.

## حياته وعمله
كان والده يهودياً أرثوذكسياً انتقل إلى مدينة نيويورك من إيفانسفيل، وأسس متجراً ناجحاً لأطر اللوحات الفنية في مانهاتن. أما والدته فقد ولدت في أوروبا الشرقية. نشأ فريدمان كفنان طموح وكسب مالاً في شبابه من بيع رسوماته. التحق بكلية بروكلين عام 1932 في كلية الآداب لكنه انتقل للعلوم وحاز شهادة البكالوريوس في الفيزياء. تأثر بأستاذه الدكتور برنارد كوريلماير الذي ساعده في الحصول على منحة للدراسة في جامعة جونز هوبكينز.
شملت خدمته في العلوم عضوية اللجنة الاستشارية العامة في هيئة الطاقة الذرية الأمريكية أثناء رئاسة ليندون جونسون وفي مجلسي علوم الفضاء والأكاديمية الوطنية للعلوم.

## وصلات خارجية
- هربرت فريدمان على موقع مونزينجر (الألمانية)
- www.aps-pub.com proceedings
- Herbert Friedman - A Biographical Memoir by Herbert Gursky
- BAAS Obituary, Herbert Friedman